# Lijst van sceptische organisaties
Dit is een lijst van organisaties die wetenschappelijk scepticisme promoten of bedrijven.
| Naam (afkorting) | Opgericht | Bediende regio                         | Noten                                                              |
| --- | --------- | -------------------------------------- | ------------------------------------------------------------------ |
| Alternativa Racional a las Pseudociencias - Sociedad para el Avance del Pensamiento Crítico (ARP-SAPC)                         | 1986      | Spanje                                 | Lid van de ECSO.                                                   |
| Asociación Escéptica de Chile (AECH)                                                                                           | 2010      | Chili                                  |                                                                    |
| Association for Skeptical Enquiry (ASKE)                                                                                       | 1997      | Verenigd Koninkrijk                    | Lid van de ECSO.                                                   |
| Association française pour l’information scientifique (AFIS)                                                                   | 1968      | Frankrijk                              | Lid van de ECSO.                                                   |
| Australian Skeptics | 1980      | Australië                              |                                                                    |
| Bihar Rationalist Society (BRS)                                                                                                | 1985      | India                                  | Lid van de FIRA.                                                   |
| Center for Inquiry (CFI) | 1991      | Wereld                                 | Wereldwijde koepel, gevestigd in Amherst (New York).               |
| Comitato Italiano per il Controllo delle Affermazioni sul Paranormale (CICAP)                                                  | 1989      | Italië                                 | Lid van de ECSO.                                                   |
| Comité Para | 1949      | België                                 | Lid van de ECSO. Bedient de Franse Gemeenschap.                    |
| Committee for Skeptical Inquiry (CSI), vroeger Committee for the Scientific Investigation of Claims of the Paranormal (CSICOP) | 1976      | Verenigde Staten                       | Onderdeel van het Center for Inquiry.                              |
| Committee for the Advancement of Scientific Skepticism (CASS)                                                                  | 2010      | Canada                                 | Onderdeel van het Centre for Inquiry Canada.                       |
| Comunidade Céptica Portuguesa (COMCEPT)                                                                                        | 2012      | Portugal                               |                                                                    |
| Círculo Escéptico (CE) | 2006      | Spanje                                 | Lid van de ECSO.                                                   |
| Círculo Escéptico Argentino (CEA)                                                                                              | 2010      | Argentinië                             |                                                                    |
| Český klub skeptiků Sisyfos (Sisyfos)                                                                                          | 1995      | Tsjechië                               | Lid van de ECSO.                                                   |
| Dakshina Kannada Rationalist Association (DKRA)                                                                                | 1976      | India                                  | Lid van de FIRA.                                                   |
| Edinburgh Skeptics Society (EdSkeptics)                                                                                        | 2009      | Verenigd Koninkrijk                    |                                                                    |
| European Council of Skeptical Organisations (ECSO)                                                                             | 1994      | Europese Unie                          | Europese koepel, gevestigd in Roßdorf.                             |
| Federation of Indian Rationalist Associations (FIRA)                                                                           | 1997      | India                                  | Indische koepel.                                                   |
| Freedom From Religion Foundation (FFRF)                                                                                        | 1978      | Verenigde Staten                       | Richt zich op scheiding van kerk en staat, nontheïsme en atheïsme. |
| Föreningen Vetenskap och Folkbildning (VoF)                                                                                    | 1982      | Zweden                                 | Lid van de ECSO.                                                   |
| Gesellschaft zur wissenschaftlichen Untersuchung von Parawissenschaften (GWUP)                                                 | 1987      | D-A-CH                                 | Gevestigd in Roßdorf. Lid van de ECSO.                             |
| Glasgow Skeptics | 2009      | Verenigd Koninkrijk                    |                                                                    |
| Good Thinking Society | 2012      | Verenigd Koninkrijk                    |                                                                    |
| Het Denkgelag | 2012      | België                                 |                                                                    |
| Independent Investigations Group (IIG)                                                                                         | 2000      | Verenigde Staten                       |                                                                    |
| Indian CSICOP | 19??      | India                                  | Geassocieerd met CSI, Lid van de FIRA.                             |
| Indian Rationalist Association (IRA)                                                                                           | 1949      | India                                  | Lid van de Rationalist International.                              |
| Irish Skeptics Society (ISS)                                                                                                   | 2002      | Ierland                                | Lid van de ECSO.                                                   |
| James Randi Educational Foundation (JREF)                                                                                      | 1996      | Verenigde Staten                       |                                                                    |
| Klub Sceptyków Polskich (KSP)                                                                                                  | 2010      | Polen                                  |                                                                    |
| Комиссия по борьбе с лженаукой и фальсификацией научных исследований                                                           | 1999      | Rusland                                | Georganiseerd door de Russische Academie van Wetenschappen.        |
| Maharashtra Andhashraddha Nirmoolan Samiti (MANS)                                                                              | 1989      | India                                  | Lid van de FIRA.                                                   |
| Merseyside Skeptics Society (MSS)                                                                                              | 2009      | Verenigd Koninkrijk                    |                                                                    |
| National Capital Area Skeptics (NCAS)                                                                                          | 1987      | Verenigde Staten                       | Bedient de agglomeratie van Washington D.C..                       |
| New England Skeptical Society (NESS)                                                                                           | 1996      | Verenigde Staten                       | Fusie van drie oudere organisaties.                                |
| New Zealand Skeptics (NZ Skeptics)                                                                                             | 1986      | Nieuw-Zeeland                          |                                                                    |
| Nirmukta | 2008      | India                                  |                                                                    |
| Obscestvo skeptikov (Общество скептиков)                                                                                       | 2013      | Rusland                                |                                                                    |
| Observatoire Zététique (OZ) | 2003      | Frankrijk                              | Gevestigd in Grenoble. Lid van de ECSO.                            |
| Richard Dawkins Foundation for Reason and Science (RDFRS)                                                                      | 2006      | Verenigd Koninkrijk & Verenigde Staten | De Amerikaanse en Britse takken zijn onafhankelijk.                |
| Sociedade Brasileira de Céticos e Racionalistas (SBCR)                                                                         | 2001      | Brazilië                               |                                                                    |
| Sociedade da Terra Redonda (STR)                                                                                               | 1999      | Brazilië                               |                                                                    |
| Science and Rationalists' Association of India (Bharatiya Bigyan O Yuktibadi Samiti)                                           | 1985      | India                                  | Gevestigd in Kolkata, West-Bengalen.                               |
| SKEPP | 1990      | België                                 | Lid van de ECSO. Bedient de Vlaamse Gemeenschap.                   |
| Skepsis ry | 1987      | Finland                                | Lid van de ECSO.                                                   |
| Stichting Skepsis (Skepsis) | 1987      | Nederland                              | Lid van de ECSO.                                                   |
| Skepsis Norge (Skepsis) | 199?      | Noorwegen                              |                                                                    |
| Skeptica | 1997      | Denemarken                             |                                                                    |
| Szkeptikus Társaság | 2006      | Hongarije                              | Lid van de ECSO.                                                   |
| Skeptiker Schweiz – Verein für kritisches Denken (Skeptiker)                                                                   | 2012      | Zwitserland                            |                                                                    |
| The Skeptics Society | 1992      | Verenigde Staten                       | Wereldwijd actief, maar bedient hoofdzakelijk Californië           |
| Vereniging tegen de Kwakzalverij (VtdK)                                                                                        | 1881      | Nederland                              | Oudste skeptische organisatie. Lid van de ECSO.                    |
| Young Australian Skeptics (YAS)                                                                                                | 2008      | Australië                              |                                                                    |